# Грачёвское муниципальное образование
Грачёвское муниципальное образование — сельское поселение в Петровском районе Саратовской области Российской Федерации.
Административный центр — село Грачёвка.

## История
Статус и границы сельского поселения установлены Законом Саратовской области от 27 декабря 2004 года № 88-ЗСО «О муниципальных образованиях, входящих в состав Петровского муниципального района».

## Население
| 2010  | 2011  | 2012  | 2013  | 2014  | 2015  | 2016  |
| ----- | ----- | ----- | ----- | ----- | ----- | ----- |
| 2806  | ↘2793 | ↘2763 | ↘2713 | ↘2709 | ↘2608 | ↘2590 |
| 2017  | 2018  | 2019  | 2020  | 2021  |       |       |
| ↘2535 | ↘2508 | ↘2482 | ↘2469 | ↘2169 |       |       |

## Состав сельского поселения
| №  | Населённый пункт  | Тип населённого пункта       | Население |
| -- | ----------------- | ---------------------------- | --------- |
| 1  | Абодим            | деревня                      | ↗318      |
| 2  | Асметовка         | село                         | ↘512      |
| 3  | Богатыревка       | деревня                      | 37        |
| 4  | Большая Камышинка | село                         | ↘11       |
| 5  | Грачёвка          | село, административный центр | ↘566      |
| 6  | Григорьевка       | село                         | 11        |
| 7  | Гудошниково       | деревня                      | 12        |
| 8  | Ионычевка         | деревня                      | ↘165      |
| 9  | Крутец            | деревня                      | →168      |
| 10 | Николаевка        | село                         | ↘206      |
| 11 | Сосновоборское    | село                         | ↘800      |
| 12 | Хомяковка         | деревня                      | 0         |